# Tamariu africà
El tamariu africà (Tamarix africana) és un arbust o arbret que pertany a la família
Tamaricaceae que es troba al Mediterrani occidental.

## Descripció
Fa de 3 a 4 m d'alt amb les branques llargues i flexibles, difícils de trencar, d'escorça brunovermellosa fosca. Fulles molt petites esquamiformes, que fan d'1,5 a 4 mm i se semblen a les del xiprer. Els branquillons foliosos (braquiblasts) són caducs quan s'acosta l'hivern. Flors blanques o rosa pàl·lid agrupades en espigues de 5 a 8 cm de llargada. Floreix de març a maig. Fruit en càpsula.

### Hàbitat
En sòls humits i un poc salins: en les sorres i llacunes litorals, al llarg de rius i corrents d'aigua, sobretot en les que travessen margues i altres dipòsits subsalins. S'associa als baladres i salzes.

### Distribució
En la regió mediterrània occidental, des de la península Ibèrica i el Magrib a les dues bandes de l'Adriàtic. Es troba en tots els Països Catalans, des del nivell del mar als 400 m d'altitud, en general prop de la costa, però penetrant per la vall de l'Ebre i fins a la vall de Cofrents i en totes les Illes Balears. A la península Ibèrica, principalment en la seva part sud.

## Taxonomia
Tamarix africana va ser descrita per Jean Louis Marie Poiret i publicada en Voyage en Barbarie 2: 139, l'any 1789.
Sinonímia
- Tamarix hispanica Boiss.
- Tamarix africana f. leptostachya Maire
- Tamarix font-queri Maire & Trab.
- Tamarix speciosa Ball[7]

## Usos
Entre altres usos, es fa servir per a estabilitzar dunes de sorra.